# Mani sul terremoto
Mani sul terremoto è un'inchiesta del filone Mani Pulite relativa alla gestione dei fondi destinati ai comuni danneggiati dal terremoto dell'Irpinia del 1980.

## Gli antefatti
Già a ridosso del terremoto il presidente Sandro Pertini aveva dato voce allo sconcerto dell'opinione pubblica per i disservizi nei soccorsi. Il discredito in cui versava la gestione della ricostruzione alimentò una crescente tensione sociale che, dal 1980, si espresse anche in molteplici azioni violente con cui il terrorismo rosso cercò di approfittare della situazione: il ferimento del procuratore di Avellino, Antonio Gagliardi; gli omicidi di Pino Amato e Raffaele Delcogliano, entrambi assessori regionali della Campania; l'attentato al vice questore Antonio Ammaturo, crivellato di colpi insieme al suo autista, Pasquale Paola, il 15 luglio del 1982.
Nel 1988, alcuni scottanti articoli pubblicati da Il Giornale di Indro Montanelli svelarono la gestione illecita del denaro destinato alla ricostruzione in Irpinia da parte di importanti esponenti politici dell'epoca. Tra questi figurava l'allora presidente del Consiglio Ciriaco de Mita, il quale querelò Montanelli dopo essere stato da questi definito «padrino».

## L'inchiesta parlamentare
Per indagare sui percorsi illeciti del denaro stanziato per la ricostruzione, nel 1990, viene istituita una commissione parlamentare d'inchiesta presieduta da Oscar Luigi Scalfaro.
Nella relazione stilata dalla Commissione emergono dati preoccupanti: a dieci anni esatti dal sisma, le persone che ancora vivono nelle roulotte e nei container sono 28.572, quelle ancora negli alberghi 4.405.

## L'inchiesta penale
Quattro anni dopo la denuncia di Montanelli, su Panorama, Daniele Martini scrisse un ulteriore articolo di denuncia della discutibile gestione dei fondi pubblici. Si aprì, sulla scia di Mani pulite, anche un'apposita inchiesta penale, che vedrà coinvolte 87 persone tra cui Ciriaco de Mita, Paolo Cirino Pomicino, Vincenzo Scotti, Antonio Gava, Antonio Fantini, Francesco De Lorenzo, Giulio Di Donato e il commissario straordinario Giuseppe Zamberletti.
Nonostante il quadro poco incoraggiante e l'ingente numero di persone coinvolte, l'inchiesta terminerà con la prescrizione della maggior parte dei capi di imputazione e la totale assoluzione degli altri imputati. L'unico condannato è Antonio Fantini, all'epoca presidente della Regione Campania, a una pena di due anni e dieci mesi di reclusione.